# Joycelyn Elders

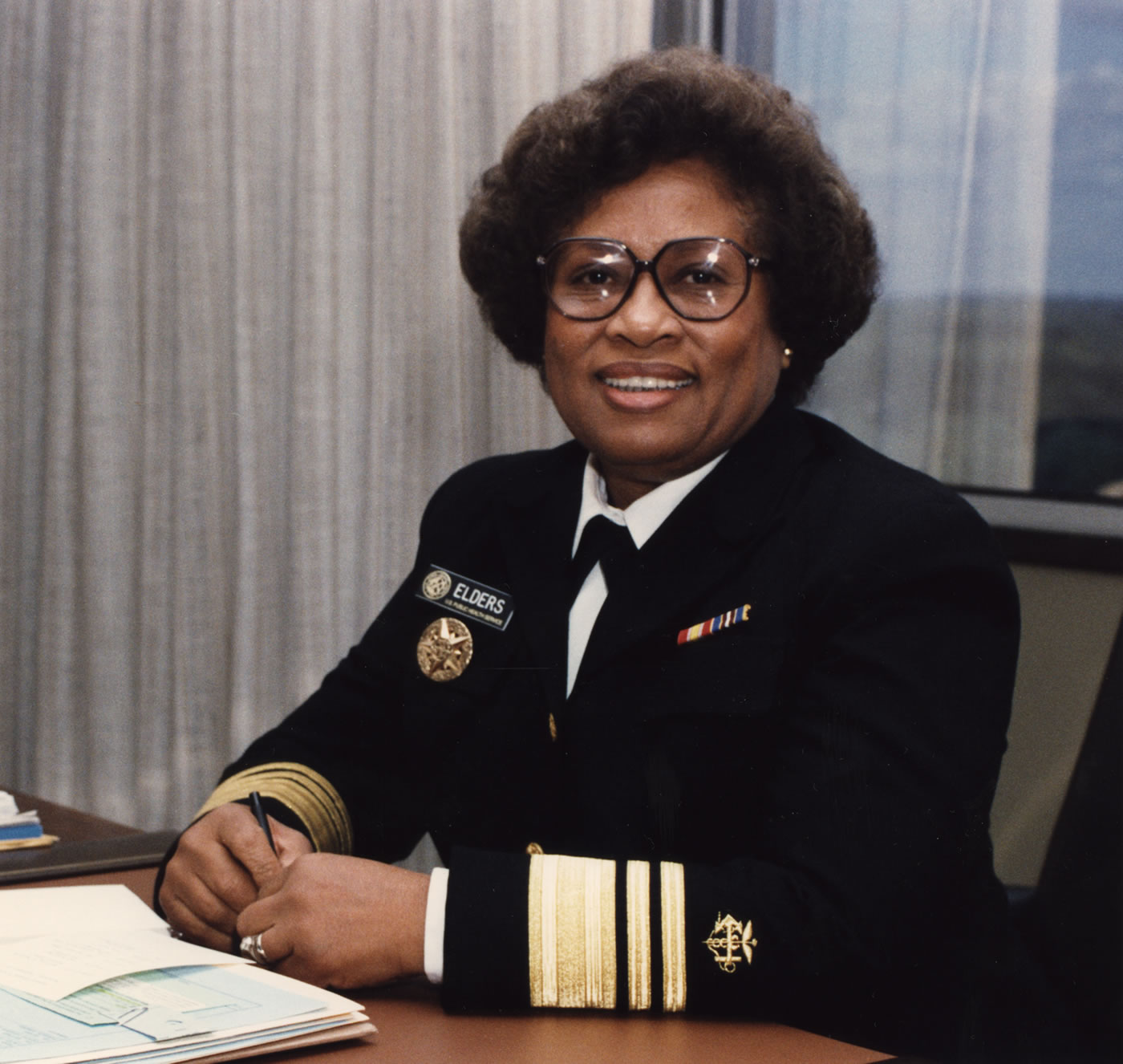
Joycelyn Elders (2005)

Minnie Joycelyn Elders (* 13. August 1933 als Minnie Lee Jones in Schaal, Arkansas, Vereinigte Staaten) ist eine US-amerikanische Medizinerin, Hochschullehrerin und Sanitätsinspekteurin der Vereinigten Staaten. Sie war die erste Person im Bundesstaat Arkansas, die eine Facharztausbildung für pädiatrische Endokrinologie erhielt, und die erste Afroamerikanerin und nach Antonia Novello die zweite Frau an der Spitze des United States Public Health Service.

## Leben und Werk

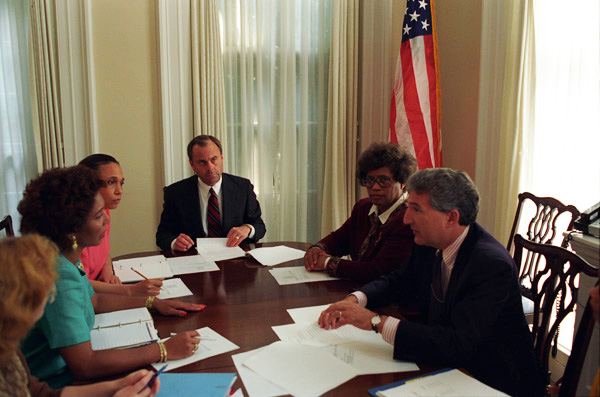
Foto des Treffens von Stabschef Mack McLarty mit der Kandidatin von Präsident William J. Clinton für das Amt des Generalchirurgen, Jocelyn Elders, die rechts von Mack McLarty sitzend abgebildet ist

Elders war das älteste der acht Kinder von Curtis und Haller Jones. Sie verbrachte einen Großteil ihrer Kindheit damit, auf Baumwollfeldern zu arbeiten. 1949 erhielt sie ein Stipendium der United Methodist Church für das Philander Smith College in Little Rock.

## Ausbildung und Forschung
Nach ihrem Bachelor-Abschluss 1952 arbeitet sie eine Zeit lang als Krankenpflegerin in einem Krankenhaus der Veteranenverwaltung in Milwaukee. Sie meldete sich 1953 zur United States Army und absolvierte eine Ausbildung in Physiotherapie am Brooke Army Medical Center in Fort Sam Houston, Texas. 1956 schrieb sie sich nach ihrer Entlassung aufgrund des G.-I.-Bill-Gesetzes an der University of Arkansas for Medical Sciences ein. Sie absolvierte ein Praktikum in Pädiatrie an der University of Minnesota und schloss vier Jahre später als einzige Frau ihr Medizinstudium ab. 1960 heiratete sie Oliver Elders, mit dem sie zwei Kinder bekam.
Sie kehrte 1961 an die University of Arkansas für ihre Facharztausbildung zurück, die sie 1963 abschloss. Sie wurde leitende pädiatrische Assistenzärztin an der University of Arkansas for Medical Sciences und wurde 1964 für eine dreijährige Amtszeit zur pädiatrischen Forschungsstipendiatin ernannt. Sie erwarb 1967 ihren Master in Biochemie, wurde 1971 Assistenzprofessorin für Pädiatrie an der Medizinischen Fakultät der Universität und 1976 ordentliche Professorin.
In den nächsten zwanzig Jahren forschte sie in der pädiatrischen Endokrinologie und veröffentlichte weit über hundert Artikel, von denen sich die meisten mit Wachstumsproblemen und Jugenddiabetes befassten. Sie erkannte, dass junge Frauen mit Diabetes, wenn sie zu jung schwanger werden, gesundheitlichen Risiken ausgesetzt sind, dazu gehören Spontanaborte und mögliche angeborene Anomalien beim Säugling. 

## Direktorin des Gesundheitsministeriums von Arkansas
Gouverneur Bill Clinton ernannte sie 1987 zur Leiterin des Gesundheitsministeriums von Arkansas. Vor allem aufgrund ihrer Lobbyarbeit ordnete der Gesetzgeber von Arkansas 1989 einen K-12-Lehrplan an, der Sexualerziehung, Drogenprävention und Programme zur Förderung des Selbstwertgefühls umfasste. Von 1987 bis 1992 erreichte sie eine Verzehnfachung der jährlichen Vorsorgeuntersuchungen im frühen Kindesalter und nahezu eine Verdoppelung der Impfquote bei Zweijährigen in Arkansas, erweiterte das staatliche Schwangerschaftsvorsorgeprogramm und erweiterte die Möglichkeiten der häuslichen Pflege für chronisch oder unheilbar Kranke. Während ihrer Tätigkeit als Direktorin wurde sie 1992 zur Präsidentin der Association of State and Territorial Health Officers gewählt.

## Surgeon General of the United States
1993 übertrug Präsident Bill Clinton ihr das höchste medizinische Amt des Landes, den Surgeon General of the United States (Sanitätsinspekteur der Vereinigten Staaten). Trotz des Widerstands konservativer Kritiker wurde sie am 10. September 1993 bestätigt und vereidigt. Der Surgeon General hat den militärischen Rang eines Vizeadmirals in der Marine der Vereinigten Staaten. Obwohl sie persönlich gegen Abtreibung war, befürwortete sie öffentlich eine Pro-Choice-Politik. Sie unterstützten auch Ärzte, die ihren Patienten Marihuana verschrieben. Diese Haltung, gepaart mit einem Kommentar aus dem Jahr 1994, in dem sie Masturbation befürwortete, veranlasste Präsident Clinton, ihren Rücktritt zu fordern. Während ihrer fünfzehnmonatigen Amtszeit sah sie sich mit Skepsis gegenüber ihrer fortschrittlichen Politik konfrontiert, brachte jedoch trotzdem kontroverse Themen zur Debatte.

## Weitere Aktivitäten

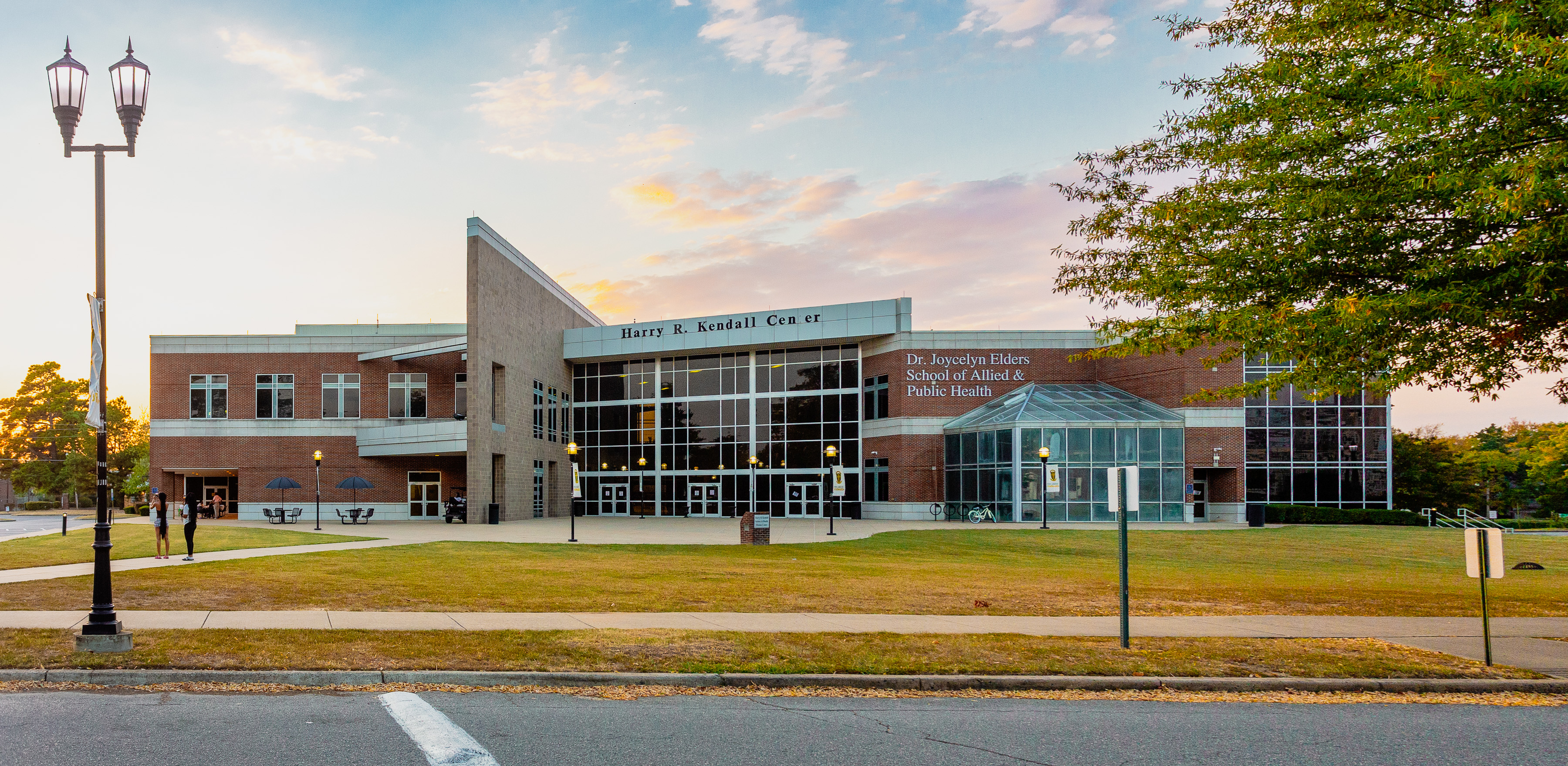
Philander Smith College, Little Rock, Arkansas. Harry R. Kendall Center mit Dr. Joycelyn Elders School of Allied and Public Health

Sie schied 1994 aus dem Amt aus und kehrte 1995 als Forscherin und Professorin für pädiatrische Endokrinologie am Arkansas Children’s Hospital an die University of Arkansas zurück. Sie ist emeritierte Professorin an der University of Arkansas School of Medicine und weiterhin in der Aufklärung über öffentliche Gesundheit aktiv.
1996 schrieb sie ihre Autobiografie Joycelyn Elders, MD: From Sharecropper’s Daughter to Surgeon General of the United States of America.
Sie ist Mitglied der Academy of Pediatrics, der American Diabetes Association, der American Physical Society und der American Federation of Clinical Research. Sie war außerdem Präsidentin der Southern Society for Pediatric Research und von Sigma Xi.
2014 gründete Elders mit dem Institute for Sexual and Gender Health an der University of Minnesota Medical School den Joycelyn Elders Chair, um eine wissenschaftlich fundierte Aufklärung über sexuelle Gesundheit voranzutreiben.

## Auszeichnungen (Auswahl)
- 1987: Woman of Distinction Award der Worthen Bank
- 1988: Arkansas Democrat Woman of the Year der Statewide Newspaper
- 1991: Candace Award
- 1993: Ehrendoktorwürde der University of Minnesota Medical School[8]
- 1995: Arkansas Black Hall of Fame[9]
- 2008: Women Leaders in Medicine[10]
- 2015 gründete das Philander Smith College die Dr. Joycelyn Elders School of Allied and Public Health
- 2016: Aufnahme in die Arkansas Women’s Hall of Fame
- 2020: Ryan White Distinguished Leadership Award[11]

## Veröffentlichungen (Auswahl)
- Role of endocrinologists in eliminating health care disparities. Endocrine Practice 15 (6), 2009, S. 612–623. doi: 10.4158/EP09181.
- Medical Aspects of Transgender Military Service. Armed Forces & Society, 41, 2014, S. 199–220. doi: 10.1177/0095327X14545625.
- mit David Chanoff: Joycelyn Elders, M.D.: From Sharecropper's Daughter to Surgeon General of the United States of America. William Morrow & Co, 1996, ISBN 978-0688147228.